# Palet valdostano

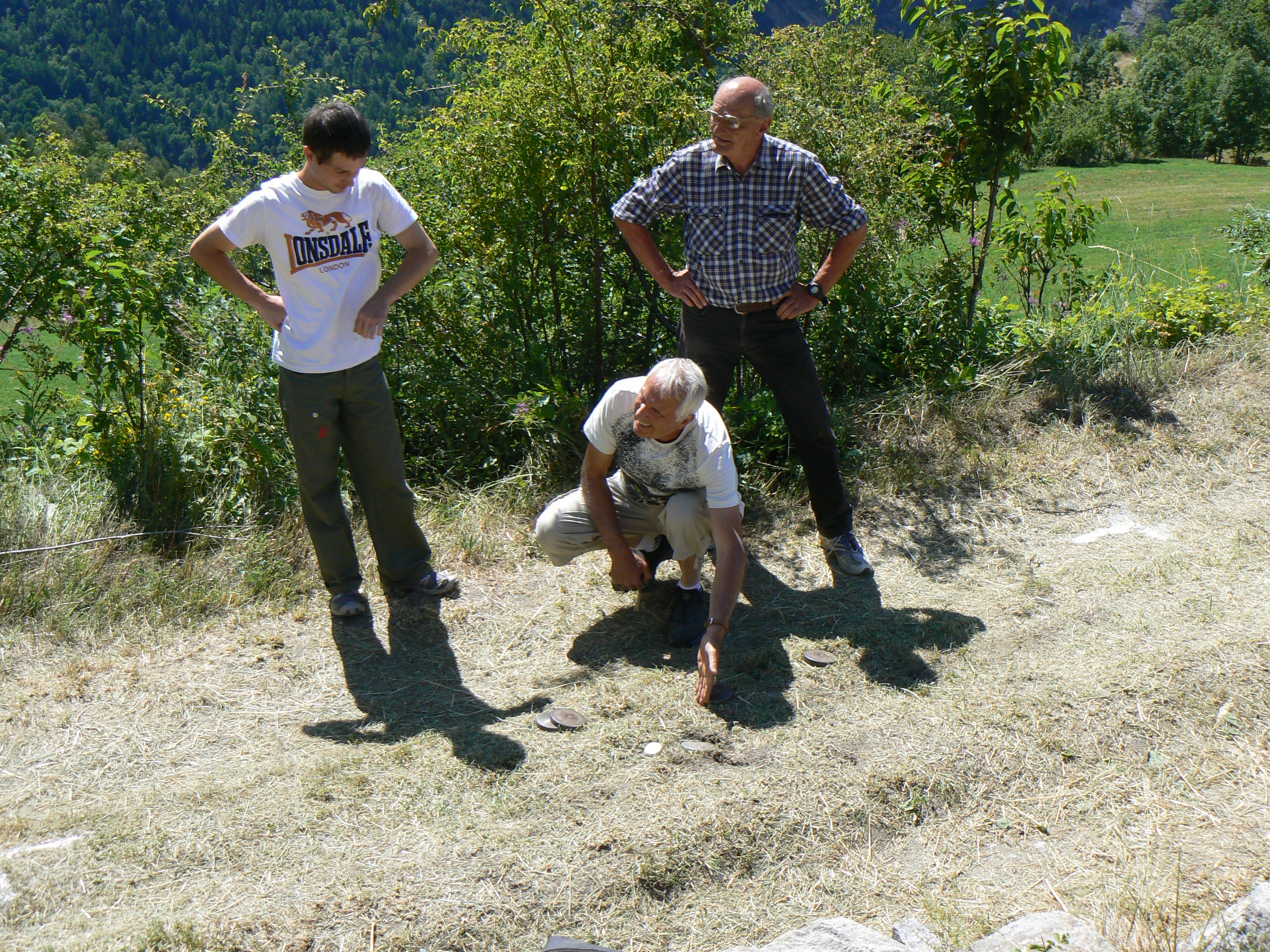
Giocatori aspettano l'arrivo del palet indicando la posizione del boccino al lanciatore. Partita di palet valdostano "a baraonda" durante la Fëta de la favò 2012 a Ozein (Aymavilles).

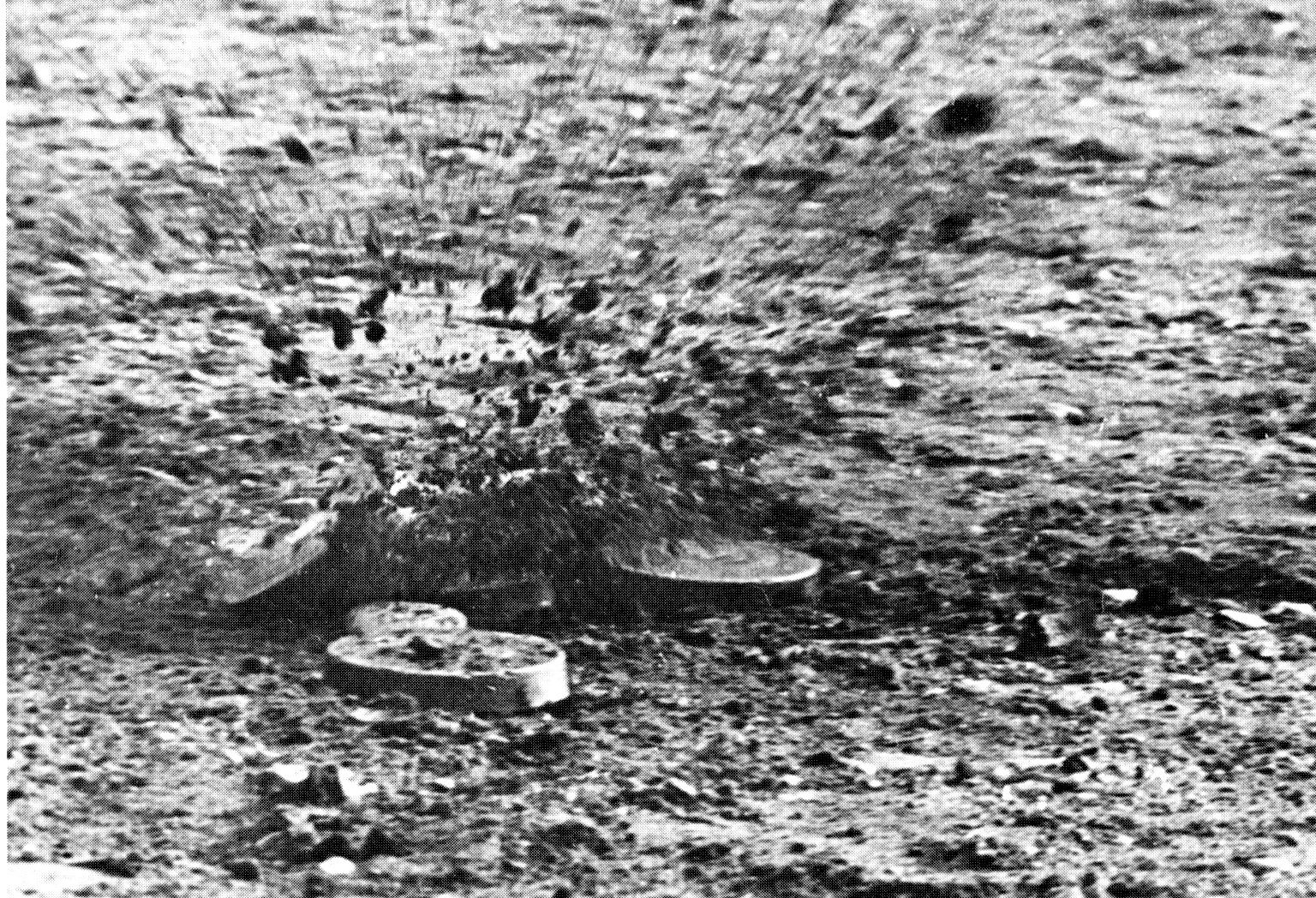
Un palet colpisce il boleun.

Il palet valdostano (pron. fr. palé) è un gioco tradizionale italiano.
Fa parte degli sport tradizionali valdostani, insieme allo tsan, alla rebatta e al fiolet, e come tale viene tutelato dalla Fédérachon Esport de Nohtra Téra e dal 1975 dalla più specifica Asosiachon Valdohténa Joà di Palet, che si occupa anche dell'organizzazione dei campionati dopo tanti anni di spontaneismo.
È una delle tante varianti del gioco delle piastrelle, diffuso a livello europeo fin dall'antichità. Gioco di precisione, si gioca lanciando un disco verso un boccino.

## Diffusione
È ed è stato giocato lungo tutto l'arco alpino di entrambi i versanti, principalmente in Italia (Valle d'Aosta), Svizzera (canton Vallese) e Francia (Savoia).

## Storia
Non si hanno informazioni certe sulla nascita del palet valdostano. Fino al 1975 si giocava in modo spontaneo secondo regole tramandate oralmente.
Secondo una suggestiva ipotesi di Pierre Daudry, non confermata, il primo campo da gioco valdostano sarebbe stato quello coperto ricavato dal corridoio dell'antico ponte acquedotto di Pont d'Aël, nella bassa Val di Cogne, che ha altezza di 4 metri, lungo 40 m e largo 1 m.
Il palet è uno sport in ascesa ed è l'unico tra gli sport tradizionali valdostani a coprire quasi interamente il territorio regionale: come ricordava Aurelio Bordet, ex presidente dell'Assochachon valdotena Jouà di palet, nel 1996 le sezioni erano 20 per un totale di 1000 tesserati e una delle ragioni potrebbe essere che a differenza degli altri sport tradizionali, che pretendono gioco di squadra per società e un impegno maggiore, il palet si gioca soprattutto individualmente senza doversi rifare a una squadra, con minor pressione e responsabilità.
Se negli ultimi decenni del Novecento le partite si disputavano nei locali di una fabbrica abbandonata a Verrès da cui erano stati ricavati 8 campi da gioco, negli anni novanta arrivò il Palaceva di Saint-Christophe con 16 campi a disposizione degli atleti. La maggiore organizzazione sportiva ha portato sia a un aumento degli iscritti alle gare che a un aumento del livello dei giocatori.

## Regole
Le regole antiche sicuramente presentavano numerose varianti: sono giunte a noi tramite la tradizione orale e sono assai simili a quelle delle bocce e della pétanque. Oggi si gareggia a coppie o a terne e si vince ai 21 punti a squadre o a 13 punti nelle gare individuali.

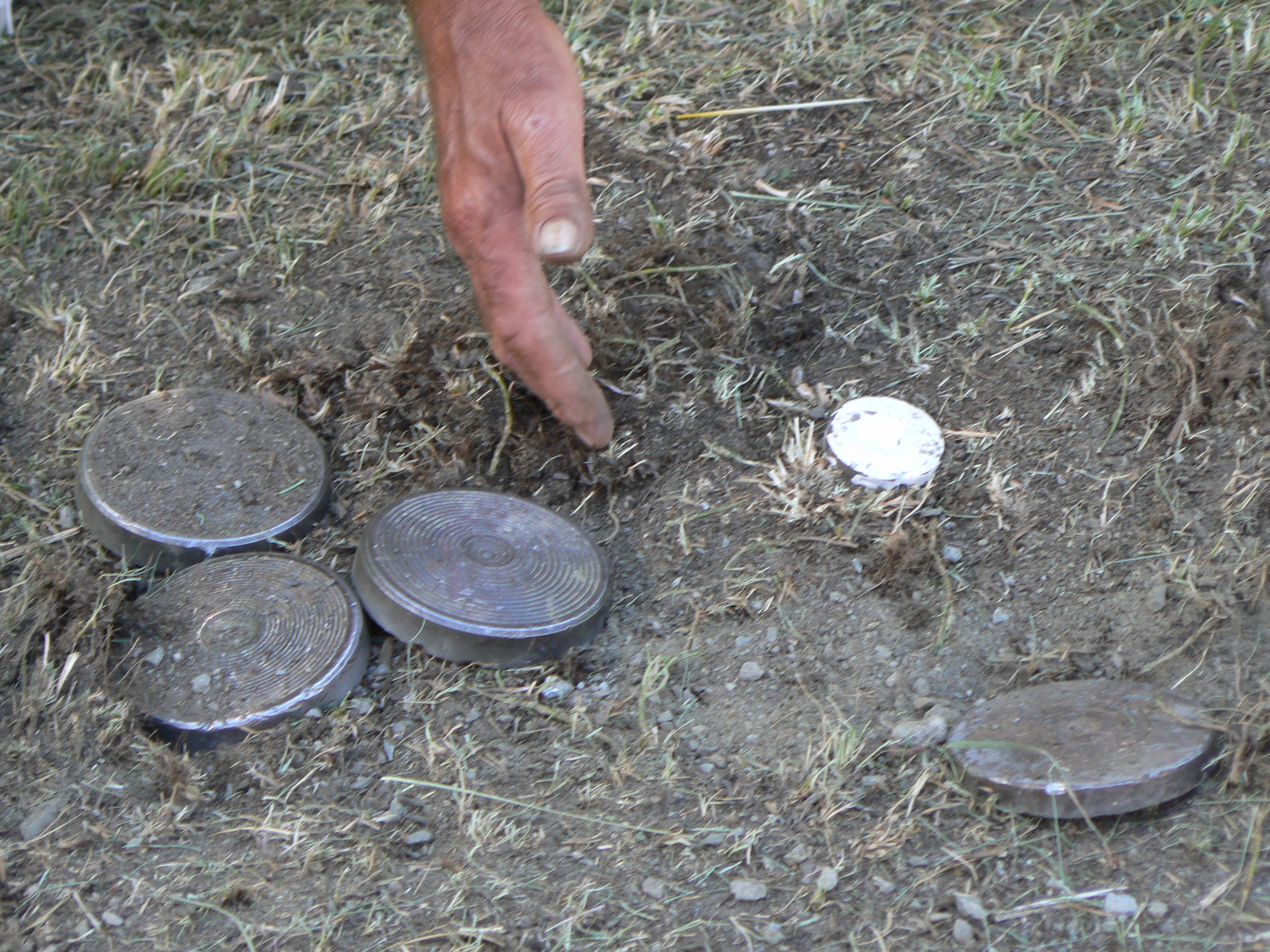
Un giocatore indica la posizione del boccino al lanciatore. (Fëta de la favò 2012, Ozein, Aymavilles)

Mappa dei comuni valdostani in cui è presente la sezione dellAsosiachon Valdohténa Joà di Palet e che disputano il campionato. (dati aggiornati al 2011).

Il palet valdostano si gioca con un disco di ferro detto anch'esso palet: inciso per aderire meglio al terreno, è di peso variabile, tra gli 800 g e i 1200 g, di diametro tra i 10,5 e i 12 cm e spessore di 1 cm. Il campo di gioco consiste in terreno piano di terra battuta e di ridotte dimensioni: lungo 16 metri e largo 2 m. Spesso i campi di gioco vengono predisposti affiancati tra loro, come si fa con il gioco delle bocce, in piazzole o campi di terra battuta.
Si tira il palet per colpire o avvicinarsi il più possibile a un bersaglio, un palet di ferro più piccolo e dipinto di bianco, detto bolìn (una sorta di boccìno).
Durante le feste patronali si gioca "a baraonda", ossia la formazione delle squadre avviene per sorteggio.

## Campionato
In Valle d'Aosta si disputano sia il campionato regionale che il Campionato italiano di palet e piastrelle.
Le competizioni del palet valdostano, a differenza degli altri sport tradizionali valdostani, non si organizza strettamente in campionati primaverili-autunnali bensì si gioca tutto l'anno, tra tornei e gare sociali.
Nonostante si giochi spesso individualmente la competizione principale è il campionato valdostano a coppie, con la serie A, la serie B e serie C, e la 24 ore di palet.

## Sezioni
Le sezioni di palet valdostano sono presenti nei seguenti comuni: Antey-Saint-André, Arnad, Arvier, Aymavilles, Brissogne, Chambave, Champdepraz, Châtillon, Cogne, Courmayeur, Donnas, Doues, Gressan, Introd, Issogne, La Magdeleine, La Salle, La Thuile, Montjovet, Morgex, Nus, Pontey, Pré-Saint-Didier, Quart, Rhêmes-Saint-Georges, Saint-Christophe, Saint-Denis, Saint-Pierre, Saint-Vincent, Torgnon, Valsavarenche, Valtournenche, Verrayes, Verrès, Villeneuve.